# GPR126
G protein spregnuti receptor 126 je protein koji je kod ljudi kodiran GPR126 genom. On učestvuje u procesu mijelinacija.

## Literatura
- Matoba R; Okubo K; Hori N;  . (1994). „The addition of 5'-coding information to a 3'-directed cDNA library improves analysis of gene expression”. Gene. 146 (2): 199—207. PMID 8076819. doi:10.1016/0378-1119(94)90293-3.
- Strausberg RL; Feingold EA; Grouse LH;  . (2003). „Generation and initial analysis of more than 15,000 full-length human and mouse cDNA sequences”. Proc. Natl. Acad. Sci. U.S.A. 99 (26): 16899—903. PMC 139241 . PMID 12477932. doi:10.1073/pnas.242603899.
- Ota T; Suzuki Y; Nishikawa T;  . (2004). „Complete sequencing and characterization of 21,243 full-length human cDNAs”. Nat. Genet. 36 (1): 40—5. PMID 14702039. doi:10.1038/ng1285.
- Kristiansen TZ; Bunkenborg J; Gronborg M;  . (2005). „A proteomic analysis of human bile”. Mol. Cell Proteomics. 3 (7): 715—28. PMID 15084671. doi:10.1074/mcp.M400015-MCP200.
- Moriguchi T; Haraguchi K; Ueda N;  . (2005). „DREG, a developmentally regulated G protein-coupled receptor containing two conserved proteolytic cleavage sites”. Genes Cells. 9 (6): 549—60. PMID 15189448. doi:10.1111/j.1356-9597.2004.00743.x.
- Bjarnadóttir TK; Fredriksson R; Höglund PJ;  . (2005). „The human and mouse repertoire of the adhesion family of G-protein-coupled receptors”. Genomics. 84 (1): 23—33. PMID 15203201. doi:10.1016/j.ygeno.2003.12.004.
- Stehlik C; Kroismayr R; Dorfleutner A;  . (2004). „VIGR--a novel inducible adhesion family G-protein coupled receptor in endothelial cells”. FEBS Lett. 569 (1–3): 149—55. PMID 15225624. doi:10.1016/j.febslet.2004.05.038.
- Otsuki T; Ota T; Nishikawa T;  . (2007). „Signal sequence and keyword trap in silico for selection of full-length human cDNAs encoding secretion or membrane proteins from oligo-capped cDNA libraries”. DNA Res. 12 (2): 117—26. PMID 16303743. doi:10.1093/dnares/12.2.117.
- Liu T; Qian WJ; Gritsenko MA;  . (2006). „Human plasma N-glycoproteome analysis by immunoaffinity subtraction, hydrazide chemistry, and mass spectrometry”. J. Proteome Res. 4 (6): 2070—80. PMC 1850943 . PMID 16335952. doi:10.1021/pr0502065.